# Maniqueísmo
O maniqueísmo é uma filosofia religiosa sincrética e dualística fundada e propagada por Manes ou Maniqueu, filósofo heresiarca do século III, que divide o mundo simplesmente entre Bom, ou Deus, e Mau, ou Diabo. A matéria é intrinsecamente má, e o espírito, intrinsecamente bom. Com a popularização do termo, maniqueísta passou a ser um adjetivo usado para descrever todas as doutrinas fundamentadas nos dois princípios opostos do Bem e do Mal.

## História

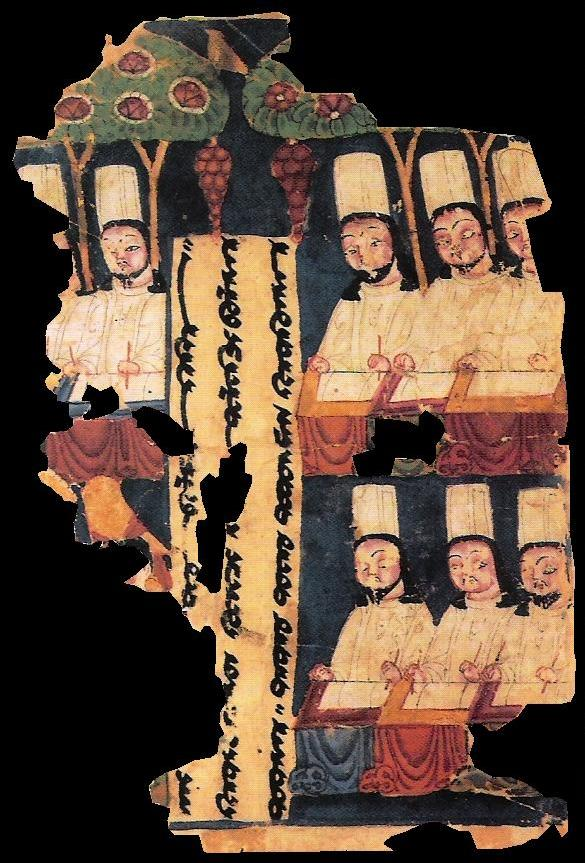
Manes

Quando o gnosticismo primitivo já perdia a sua influência no mundo circum-mediterrâneo, surgiu na Babilônia e na Pérsia, no século III, uma nova vertente, o maniqueísmo.
O seu fundador foi o profeta persa Mani (ou Manés) e as suas ideias sincretizavam elementos do zoroastrismo, do hinduísmo, do budismo, do judaísmo e do cristianismo. Desse modo, Mani considerava Zoroastro, Buda e Jesus como "pais da Justiça", e pretendia, através de uma revelação divina, purificar e superar as mensagens individuais de cada um deles, anunciando uma verdade completa.
Conforme as suas ideias, a fusão dos dois elementos primordiais, o reino da luz e o reino das trevas, teria originado o mundo material, essencialmente mau. Para redimir as pessoas de sua existência imperfeita, os "pais da Justiça" haviam vindo à Terra, mas como a mensagem deles havia sido corrompida, Mani viera a fim de completar a missão deles, como o Paráclito prometido por Cristo, e trouxera segredos para a purificação da luz, apenas destinados aos eleitos que praticassem uma rigorosa vida ascética. Os impuros, no máximo podiam vir a ser catecúmenos e ouvintes, obrigados apenas à observância dos dez mandamentos (citados abaixo).
As ideias maniqueístas espalharam-se desde as fronteiras com a China até ao Norte d'África. Mani acabou crucificado no final do século III, e os seus adeptos sofreram perseguições na Babilónia e no Império Romano, neste último nomeadamente sob o governo do Imperador Diocleciano e, posteriormente, os imperadores cristãos. Apesar da igreja ter condenado esta doutrina como herética em diversos sínodos desde o século IV, ela permaneceu viva até à Idade Média.
Agostinho de Hipona foi adepto do maniqueísmo até se decidir de vez pelo cristianismo. 

## Maniqueísmo e gnosticismo
O dualismo maniqueísta - cuja origem provém do elcasaismo do século II como prova o facto de extractos do Apocalipse de Elkasaï se encontrarem no codex de Manis conhecido como Vita Mani -  diferencia-se do dualismo gnóstico uma vez que, se para este último, a divindade é superior ao demiurgo criador, para o primeiro trata-se de dois princípios igualmente poderosos, sem que haja subordinação, apenas igualdade de origens.